# Anna Mae Aquash
Anna Mae Aquash (Indian Brook, Nova Scotia, Canada, 27 maart 1945 – South Dakota, half december 1975) was een Mi'kmaq-activiste en een vooraanstaand lid van de American Indian Movement (AIM) in de vroege jaren 70. Ze werd 24 februari 1976 vermoord teruggevonden op het Pine Ridge Indian Reservation in South Dakota.

## Naam
Anna Mae Aquash staat ook bekend als Anna Mae Pictou Aquash of Anna Mae Pictou. Haar voornaam wordt ook gespeld als Annie Mae. Haar Mi'kmaq-naam is Naguset Eask.

## Biografie

### Kindertijd in een Mi'kmaq reservaat
Op 27 maart 1945 werd Anna Mae Aquash geboren in Indian Brook, een klein indianenreservaat van de Mi'kmaq net buiten het Canadese dorp Shubenacadie in Nova Scotia. Ze was de dochter van Mary Ellen Pictou en Francis Thomas Levi, beide Mi'kmaqs. Haar vader liet zijn gezin in de steek voordat Anna Mae geboren werd en haar moeder, zelf nog erg jong, kon haar kinderen slechts met moeite onderhouden. Anna Mae bracht haar eerste levensjaren in armoede en onzekerheid door.
In 1949 trouwde haar moeder met Noel Sapier, een Mi'kmaqtraditionalist. Het gezin verhuisde naar Pictou's Landing, een ander klein Mi'kmaqreservaat. Sapier kwam aan de kost als seizoenarbeider en traditionele ambachtsman. Daar leerde Anna Mae de rijke cultuur van haar volk kennen. De levensomstandigheden in Pictou's Landing waren slecht en in 1953 leed Anna Mae aan chronische oogontstekingen en werd tuberculose bij haar vastgesteld. Ze genas, maar had nog lang last van een zwakke gezondheid.
In 1956 overleed haar stiefvader aan kanker en brak een nieuwe fase in haar leven aan. Tot dan toe had ze alleen racisme ondervonden tijdens het bezoek aan naburige steden, maar toen ze naar school ging buiten het reservaat, was ze geschokt door de manier waarop ze daar behandeld werd. Hoewel de reservaatscholen bekend stonden als minderwaardig behaalde Anna Mae er een A-gemiddelde. Tegen het einde van het eerste jaar op haar nieuwe school stond ze echter onvoldoende voor alle vakken. Later zou ze er nog vaak op terugkomen dat de voortdurende racistische en schunnige opmerkingen haar schooltijd hadden verknoeid. Anna Mae was niet alleen: de meeste Mi'kmaqkinderen vertoonden hetzelfde patroon van falen wanneer ze zich inschreven op scholen buiten het reservaat.
Ondanks de verbale en soms ook fysieke bedreigingen en haar zwakke resultaten bleef ze op de middelbare school, iets wat veel van haar indiaanse klasgenoten niet deden. In 1956 vertrok haar moeder echter naar een ander reservaat om daar te trouwen met Wilford Barlov. Hoewel Anna Mae achterbleef met haar broers en zussen, verliet ze de school en vond ze werk als seizoensarbeider in de landbouw.

### Naar Boston[1]
Toen ze 17 jaar was, besloot ze om haar geluk te zoeken in Boston. Ze verhuisde samen met een kennis, Jake Maloney, een jonge Mi'kmaq. Het Boston van 1962 was een vreemde, drukke, levendige wereld voor mensen die uit een reservaat kwamen. De aanwezigheid van andere Mi'kmaqs, die ook naar Boston verhuisd waren, maakte de overgang wat gemakkelijker. Anna Mae ging aan de slag in een fabriek en vormde een gezin met Jake. In 1964 en 1965 werden hun dochters Denise en Deborah geboren. Kort na de geboorte van Deborah besloot het koppel in New Brunswick te trouwen en naar een Mi’kmaqreservaat te verhuizen. Hoewel ze genoten hadden van het leven in Boston, hadden ze gemengde gevoelens over het opvoeden van hun dochters in een grote stad. Ze verhuisden verscheidene keren tussen Boston en de Maritieme Provincies in Nova Scotia. Telkens wanneer ze in Canada verbleven dompelden ze zich onder in de Mi'kmaqtradities en leerden ze veel van Jake's stiefoom, een van de weinige overgebleven Mi'kmaqs die zich aan de oude gebruiken hield.

### Activisme
In 1968 kwamen de inheemse Amerikanen op voor gelijke rechten, culturele erkenning en de vervulling van beloften die in verdragen waren vastgelegd. In Bar Harbor, Maine, raakte Anna Mae betrokken bij het Teaching and Research in Bicultural Education School Project, een programma dat ontworpen was om jonge indianen te informeren over hun geschiedenis. Ze vertrok naar Boston waar ze leden van de American Indian Movement (AIM) ontmoette, die een protestactie voerden tegen de viering van de Mayflower II in Boston Harbor. Ze gingen aan boord van het schip op Thanksgiving Day van 1970. 
Anna Mae was betrokken bij de oprichting van de Boston Indian Council (nu de North American Indian Center of Boston). Ze werkte als vrijwilliger op het hoofdkwartier van de Indian Council in Boston, terwijl ze haar baan in de fabriek behield. Haar werk voor de raad bestond uit het helpen van jonge stedelijke inheemse Amerikanen bij het ontwikkelen van hun zelfrespect. Op die manier hoopte ze hun drankprobleem op te lossen. Deze problematiek sloot aan bij haar eigen leven. Zij en Jake Maloney waren uit elkaar gegaan en gedurende een korte tijd na de breuk dronk ze zelf ook te veel. Bovendien kende ze de schade die het zware drankverbruik in de Indiaanse gemeenschappen aanrichtte.
Anna Mae was in 1972 betrokken bij de Trail of Broken Treaties mars naar Washington, DC, die leidde tot de bezetting van het hoofdkwartier van het Bureau of Indian Affairs.
In die tijd ontmoette ze haar tweede echtgenoot, Nogeeshik Aquash, een Chippewa-kunstenaar uit Walpole Island, Ontario, Canada. In 1973 reisden ze samen naar Pine Ridge om zich bij de AIM activisten te voegen tijdens het 71 dagen durende beleg van Wounded Knee, waar ze in de echt werden verbonden door Wallace Black Elk.
Anna Mae was aanwezig bij de gewapende bezettingen door AIM en andere inheemse strijders in Anicinabe Park in Kenora, Ontario in 1974 en de Alexian Brothers Novitiatie in Gresham, Wisconsin in 1975. 
Ze was goed bevriend met AIM-leiders Leonard Peltier en Dennis Banks. Tot haar dood werkte ze voor de Ouderen en de Lakota in het Pine Ridge Indian Reservation, South Dakota.

### Moord
Op 24 februari 1976 werd Anna Mae dood aangetroffen aan de kant van State Road 73 in de verre noordoostelijke hoek van het Pine Ridge Reservation, ongeveer 10 mijl van Wanblee, South Dakota, in de buurt van Kadoka. Haar lichaam werd op een ongewoon warme dag gevonden door Roger Amiotte, een landbouwer. Volgens de eerste autopsie was ze ongeveer tien dagen daarvoor overleden. Een dokter van het Bureau of Indian Affairs zag de schotwond in haar schedel over het hoofd en verklaarde dat haar dood te wijten was aan onderkoeling.
Vervolgens werden haar handen afgehakt en opgestuurd naar het hoofdkwartier van het Federal Bureau of Investigation in Washington, DC voor het nemen van vingerafdrukken. Hoewel er federale agenten aanwezig waren die Anna Mae kenden, werd ze niet geïdentificeerd en begraven als een onbekende.
Op 10 maart 1976, acht dagen na de begrafenis, werd haar lichaam op verzoek van haar familie, haar AIM medestanders en de FBI opgegraven. Uit een tweede autopsie bleek dat ze was neergeschoten in het achterhoofd, wat deed denken aan een executie.

#### Onderzoek
In AIM-kringen werd beweerd dat Anna Mae door de FBI werd vermoord om het AIM in diskrediet te brengen. Aan de andere kant verspreidde de FBI geruchten dat ze door AIM om het leven was gebracht, omdat die dachten dat ze een FBI-informante was. Tot dertig jaar na haar dood werd nooit iemand officieel in beschuldiging gesteld.
Pas in 2003 werden twee mannen aangeklaagd voor de moord op Anna Mae Aquash: Fritz Arlo Looking Cloud, een dakloze Latoka, en John Graham (alias John Boy Patton), een Zuid-Tutchone Athabascan uit Whitehorse in het Canadese Yukon. In 2004 verscheen Arlo Looking Cloud voor de rechtbank waar hij werd schuldig bevonden en veroordeeld tot levenslange opsluiting. In augustus 2008 werd een derde man, Vine Richard "Dick" Marschall, aangehouden wegens medeplichtigheid aan de moord. Graham zit momenteel in de gevangenis in Rapid City in South Dakota in afwachting van zijn proces wegens moord met voorbedachten rade. Hij zal begin 2009 samen met Marshall berecht worden.

## Citaat
“Deze blanken denken dat dit land hen toebehoort – ze beseffen niet dat ze nu alleen maar de macht hebben omdat ze met meer zijn dan wij. Het hele land veranderde met de komst van slechts een handvol in lompen gehulde pelgrims in de jaren 1500. Een handvol in lompen gehulde indianen kan hetzelfde doen, en ik ben van plan om een van die in lompen geklede indianen te zijn …” Woman Warrior